# Yngve Jan Trede
Yngve Jan Trede (17. december 1933 i Völksen, Springe, Tyskland – 24. oktober 2010) var en dansk cembalist, pianist og komponist.

## Baggrund
Han var søn af dr. Hilmar Trede, som var musikforsker, og hustru Ursula født Franz. Trede var ældste barn ud af en søskendeflok på fire, og han oplevede 2. verdenskrigs slutning, herunder bombardementet af Freiburg 1944, som familien overlevede. Dagen efter flygtede de til Schwarzwaldbjergene, hvor de levede hos en bonde resten af krigen. Yngve Trede blev hyrdedreng og vogtede bondens køer, kvier og får, og denne tid af hans barndom huskede han tilbage på som den mest intense.
Fra niårsalderen modtog Trede undervisning i cembalospil på et spinet, hvilket foregik om aftenen, når kreaturerne var drevet ind. Der var ingen elektricitet, og belysningen kom fra en petroleumslampe. Tredes musikalske interesse blev grundlagt her, hvor han bl.a. studerede en af sine første små Bach-menuetter.
Efter krigen bosatte familien Trede sig i slutningen af 1946 i Schwarzwald. Som andre tyskere led familien under sult og sygdom, og faderen gennemgik et langvarigt sygeleje og døde i 1947. 

## Uddannelse
Takket være venners hjælp modtog Yngve Trede skolegang på det lokale gymnasium og klaverundervisning samt kompositionsundervisning ved Hochschule für Musik Freiburg (komposition bl.a. hos Harald Genzmer). I sommeren 1947 inviterede den tyske forfatter og orgelbygger Hans Henny Jahnn, som var en gammel ven af familien, Yngve Trede til Bornholm. Han skulle senere blive Tredes svigerfar.
Han vendte dernæst tilbage til Undervisning i cembalo- og klaverspil samt komposition og studerede fra 1950 ved Staatliche Hochschule für Musik i Hamborg med hovedfag i klaver, orkesterledelse, komposition og musikteori (bl.a. hos Hans Poser og Ernst G. Klussmann). 1960 fik han afgangseksamen, og han underviste i musikteori ved samme læreanstalt 1958-66. Efterfølgende modtog han et stort stipendium og studerede på akademiet Villa Massimo i Rom 1961.

## Virke
I 1957 blev Tredes Koncert for orgel og orkester uropført i Berlin. 
Han bosatte sig 1966 i Danmark og blev samme år lærer i musikteori ved Det Kgl. Danske Musikkonservatorium og docent 1968. 1970 blev han dansk statsborger og 1973 professor ved Musikkonservatoriet, hvorfra han 1995 gik på pension.
Trede var medlem  af bestyrelsen for Musikkonservatoriets lærerforening fra 1970 og af bestyrelsen for Det Unge Tonekunstnerselskab fra 1972. Han var Ridder af Dannebrog.

## Stil
Yngve Trede komponerede i en traditionel stil og tilhørte ikke Darmstadt-miljøets avantgardeskole. Han fastholdt de tre grundbegreber i den klassiske musik: melodi, harmoni og rytme, noteret i en traditionel notation.

## Privat
Han blev gift 17. december 1963 med Signe Jahnn (28. juni 1929 - 18. marts 2018 ), datter af forfatter og orgelkonstruktør Hans Henny Jahnn og hustru Eleonore født Philips.
Han boede i Fredensborg og havde et landsted på Bornholm.
Tredes efterladte musiksamling findes i Det Kongelige Bibliotek.

## Kompositioner
Teater:
- Scenemusik til Neuer Lübecker Totentanz (1954, opført i Hamborg)
- Scenemusik til Spur des dunklen Engels
- Balletten Variations (uropført i Stuttgart 1963 og i Edinburgh af John Cranko)
- Operaen Danefæ (1980 på Det Kongelige Teater, over Hieronymus Justesen Ranchs komedie Karrig Nidding).
- Kammeroperaerne Bastard (1980) og Mirandolina (1985, begge opført på Det Kongelige Teater)

Vokalmusik:
- Five songs to poems by Poul Borum

Orkester:
- Koncert for orgel og orkester (Berlin 1957)
- 2 symfonier (1959 i Hamborg og 1967)
- Symphony in 1 movement
- Nachtlandschaft
- Orkesterstykke »1970«
- 2 kammerkoncerter (»Søllerødkoncerter«)
- Orgelkoncert
- Cellokoncert

Kammermusik:
- Blæserkvintet
- 2 strygekvartetter
- Strygetrio (1968)
- Trio Mobile (1973)
- Dialoghi pastorali e concertanti
- Sinfonia for 7 strings

Orgel: 
- Fantasier, sonater
- Toccata concertante (1961)
- Fantasia quasi una sonata

Klaver:
- 2 sonater
- Mouvement (1970)
- Det sorte spejl (1972)
- The Black for harpischord
- Canonic Inventions
- 12 preludes
- Ground